# Wa (Japão)

Caractere chinês para Wō ou Wa, formado pelo radical 亻("pessoa") e o elemento fonético wěi ou wa 委

Wa (em japonês: 倭; romaniz.: Wa; "Japão, japonês"; do chinês: 倭; romaniz.: Wō ou Wa)é o nome registrado mais antigo do Japão. Os escribas chineses, japoneses e coreanos frequentemente o escreviam em referência a yamato com o caractere chinês Wa (em chinês: 倭; lit. "anão") até o século VIII, quando os japoneses o substituíram por Wa (em japonês: 和; lit. "harmonia, paz, equilíbrio").

## História

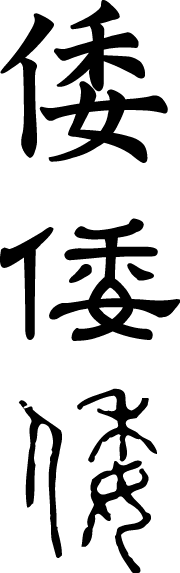
Wo (倭) nas escritas Kaishu, "Eclesiástica" e "de Selo" (de cima para baixo)

As primeiras referências escritas do Japão estão em textos clássicos chineses. O Japão é mencionado entre os Dongyi 東夷 "bárbaros do leste" nas "Vinte e Quatro Histórias" oficiais dinásticas da China. O historiador Wang Zhenping resume contatos dos Wo com o estado de Han:
Quando os chefes de várias tribos dos Wo entraram em contato com autoridades em Lelang, uma base chinesa estabelecida no norte da Coreia em 108 a.C. pela Corte Han Ocidental, eles buscavam beneficiar-se iniciando contato. Em 57 d.C., o primeiro embaixador Wo chegou à capital da Corte Han Oriental (25-220); o segundo chegou em 107.
Diplomatas Wo, porém, não entravam em contato com a China regularmente. Uma cronologia das relações China-Japão dos séculos I ao IX revela a irregularidade das visitas dos embaixadores à China. Havia períodos de contato frequente, assim como grandes intervalos entre contatos. Tal irregularidade claramente indicava que, em sua diplomacia com a China, o Japão tinha seus próprios planos e agia por interesse pessoal para satisfazer suas próprias necessidades.

Nenhum embaixador Wo, por exemplo, foi à China durante o século II. Esse intervalo continuou até depois do século III. Então, em apenas nove anos, a regente Himiko mandou quatro embaixadores à corte Wei (220-265) em 238, 243, 245 e 247, respectivamente. Após a morte de Himiko, contatos diplomáticos com a China desaceleraram. Iyo, a sucessora de Himiko, entrou em contato com a corte Wei apenas uma vez. O século IV foi outro período calmo nas relações China-Wo, exceto pela delegação enviada à Corte Jin Ocidental (265-316) em 306. Com a chegada de um embaixador Wo na Corte Jin Oriental (317-420) em 413, uma nova era de contatos diplomáticos frequentes com a China começou. Nos sessenta anos seguintes, dez embaixadores Wo visitaram a Corte Song Meridional (420-479) e uma delegação Wo visitou a Corte Qi Meridional (479-502) em 479. O século VI, porém, viu apenas um embaixador Wo prestar respeitos à Corte Liang Meridional (502-557) em 502. Quando esses embaixadores chegavam à China, adquiriam títulos oficiais, espelhos de bronze e estandartes militares, que seus mestres poderiam usar para reforçar suas reivindicações de supremacia política, fazer um sistema militar e exercer influência no sul da Coreia.

### Shan Hai Jing

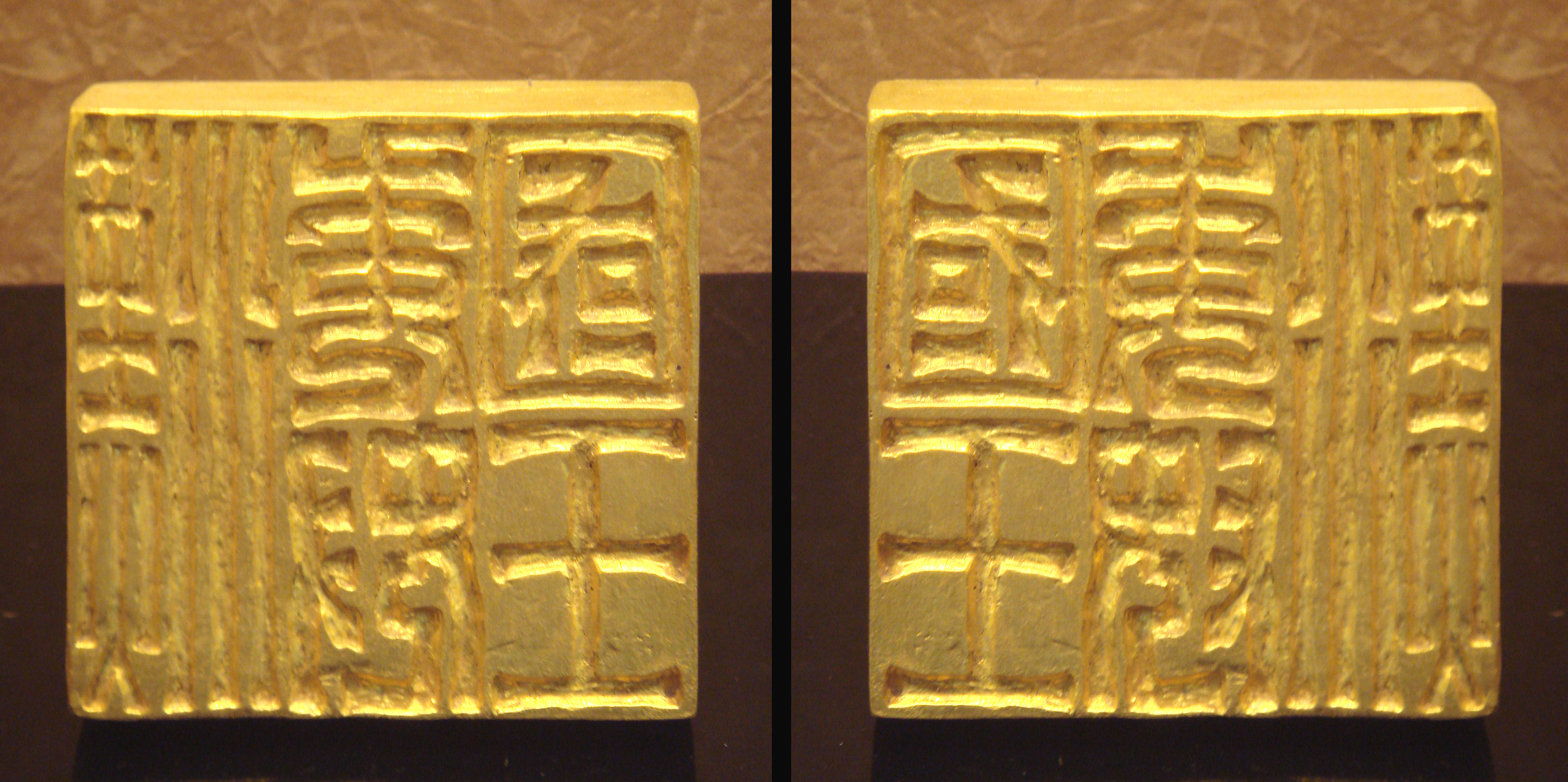
O selo dourado concedido ao "Rei de Wa" pelo Imperador Gwangwu de Han no ano 57

Provavelmente o mais antigo registro de Wō 倭 "Japão" ocorre no Shan Hai Jing 山海經 "Clássico das Montanhas e dos Mares". A datação textual dessa coleção de lendas geográficas e mitológicas é incerta, mas estimativas variam de 300 a.C. a 250 dC. Um capítulo do Haineibei jing 海內北經 "Clássico das Regiões nos Mares do Norte" cita Wō 倭 "Japão" entre locais tanto reais, como a Coreia, quanto mitológicos, como a Montanha Penglai.
A Terra de Kai está ao sul de Chü Yen e ao norte de Wo. Wo pertence a Yen. Ch'ao-hsien [Chosŏn, Coreia] está ao leste de Lieh Yang, ao sul da Montanha Hai Pei. Lieh Yang pertence a Yen. 
Nakagawa nota que Zhuyan 鉅燕 se refere ao reino de Yan (1000-222 a.C.) e que Wo mantinha uma possível relação tributária com Yan.

### Lunheng

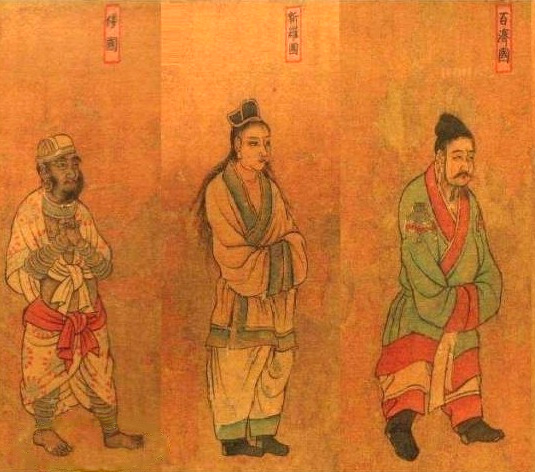
Da esquerda para a direita, embaixadores de Wa, Silla e Baekje

O Lunheng 論衡 "Discursos Pesados na Balança" de Wang Chong é uma compilação de resumos em assuntos como filosofia, religião e ciências naturais.
O capítulo Rŭzēng 儒増 "Exageros dos Literatos" menciona Wōrén 倭人 "povo japonês" e Yuèshāng 越裳 "um antigo nome de Champa" apresentando tributos durante a dinastia Zhou. Ao disputar lendas de que os antigos tripés ding de bronze de Zhou tinham poderes mágicos para afastar os maus espíritos, Wang diz:
Durante o tempo de Chou houve paz universal. Os Yuèshāng ofereceram faisões brancos à corte e os japoneses, plantas fragrantes. Visto que ao comer esses faisões brancos ou plantas odoríferas não se pode manter livre de influências malignas, por que recipientes como tripés de bronze teriam tanto poder?
Outro capítulo do Lunheng, Huiguo 恢國 "Restaurando a Nação" (58) registra que o Imperador Cheng de Han (r. 51-7 a.C.) foi presenteado com tributos de faisões vietnamitas e ervas japonesas.

### Han Shu
O Han Shu 漢書 "Livro de Han" de 82 d.C. cobre o período da antiga dinastia Han (206 a.C - 24 d.C.). Próximo da conclusão do item sobre Yan na seção Dilizhi 地理志 "Tratado de Geografia", está registrado que Wo abrangia mais de 100 guó 國 "comunidades, nações, países".
Além de Lo-lang, no oceano, há o povo de Wo. Eles compõem mais de cem comunidades. É relatado que eles têm mantido contato com a China através de tributários e emissários.
O Imperador Wu de Han estabeleceu a base de Lelang em 108 a.C. O historiador Endymion Wilkinson diz que Wo 倭 "anão" foi originalmente usado no Hanshu, "provavelmente para se referir aos habitantes de Kyushu e da península coreana. Posteriormente para se referir aos habitantes do arquipélago japonês.

### Wei Zhi
O Wei Zhi 魏志 "Registros de Wei" de 297, compreendendo o primeiro dos San Guo Zhi 三國志, cobre a história do reino de Cao Wei (220-265 d.C.). A seção 東夷伝 "Encontros com Bárbaros do Leste" descreve os Wōrén 倭人 "japoneses" baseada em relatos detalhados de emissários chineses ao Japão. Ele contém os primeiros registros de Yamatai-koku, da rainha-xamã Himiko e outros tópicos históricos japoneses.
O povo de Wa vive no meio do oceano em ilhas montanhosas a sudeste [da prefeitura] de Tai-fang. Anteriormente compunham mais de cem comunidades. Durante a dinastia Han, [emissários Wa] apareceram na corte; atualmente, trinta de suas comunidades mantém contato conosco através de emissários e de escribas.
Este fragmento do Wei Zhi descreve a navegação da Coreia até Wa e em volta do arquipélago japonês:
Indo cem li ao sul se chega ao país de Nu [奴國], cujo oficial é chamado de shimako, e seu assistente, hinumori. Aqui há mais de vinte mil casas.
Tsunoda sugere que este antigo Núguó 奴國 (literalmente "país [de] escravo"), em japonês Nakoku 奴国 tenha sido localizado na área da atual Hakata, em Kyushu.
A cerca de doze mil li ao sul de Wa havia Gǒunúguó 狗奴國 (literalmente "país [do] cão escravo"), Kunakoku em japonês, que é identificado com as tribos Kumaso, que vivam próximo das províncias de Higo e de Ōsumi, no sul de Kyushu.
Mais de mil li ao leste da terra da Rainha, há mais países da mesma raça do povo de Wa. Ao sul há também a ilha dos anões, onde as pessoas têm de três a quatro pés de altura (0,91-1,21m). Isto é a mais de quatro mil li de distância da terra da Rainha. Então há a terra dos homens nus, assim como das pessoas dos dentes pretos. Estes lugares podem ser alcançados a barco se navegar a sudeste por um ano.
Uma passagem do Wei Zhi registra que, em 238, a rainha de Wa mandou oficiais com tributo para o imperador de Wei, Cao Rui, que retribuiu generosamente com presentes que incluíam um selo de ouro com o título oficial "Rainha de Wa Amigável a Wei".
Outra passagem relata o costume de tatuagem dos Wa:
Homens, grandes e pequenos, todos tatuam seus rostos e decoram seus corpos com desenhos. Desde tempos antigos, emissários que visitavam a Corte Chinesa se chamavam de "grandes" [大夫]. Um filho do regente Shao-k'ang de Hsia, quando foi designado como senhor de K'uai-chi, cortou seu cabelo e decorou seu corpo com desenhos para evitar o ataque de serpentes e de dragões. Os Wa, que gostam de mergulhar na água para apanhar peixes e conchas, também decoram seus corpos para afastar grandes peixes e aves aquáticas. Posteriormente, porém, os desenhos se tornaram meramente ornamentais.
"Grandes" é a tradução do chinês antigo dàfū 大夫 (literalmente "grande homem") "oficial sênior; político", e em japonês traduz-se para taifu 大夫 "Cortesão de quinto escalão; chefe do departamento administrativo; grande tutor" (o Nihongi registra que todo Imiko era um taifu).
Seções de uma outra história de Wei, o Weilüe 魏略 "Breve Registro da Dinastia Wei", de 239-265, não mais existente, são citadas no comentário de Pei Songzhi (裴松之) sobre o San Guo Zhi. Ele cita uma passagem do Weilüe que diz que "os Wō dizem ser posteridade de Tàibó" (倭人自謂太伯之後). Taibo foi o tio do rei Wen de Zhou, que cedeu o trono ao seu sobrinho e fundou o antigo estado de Wu (585-473). Os "Registros do Historiador" têm uma seção com o título de 吳太伯世家 "A Nobre Família de Wu Taibo", e seu santuário localiza-se na atual Wuxi. Pesquisadores notaram semelhanças culturais entre o estado de Wu e os Wō do Japão, incluindo extração ritual de dentes, carregadores de bebês nas costas e tatuagens (representadas com tinta vermelha nas estátuas Haniwa).

### Hou Han Shu
O Hou Han Shu 後漢書 "Livro do Han do Oeste/do Han Tardio" cobre o período da dinastia Han tardia (22-250 d.C.), mas não foi compilado até dois séculos mais tarde. Os Wōrén 倭人 "Japoneses" são incluídos na seção dos "Encontros com os Bárbaros Orientais" 東夷伝:
Os Wa vivem em ilhas montanhosas a sudeste de Tai-fang, no meio do oceano, formando mais de cem comunidades. Desde o tempo da derrota de Chao-hsien [Norte da Coreia] pelo Imperador Wu (140-87 a.C.), cerca de trinta dessas comunidades têm mantido contato com a corte [da dinastia] Han por meio de emissários e de escribas. Cada comunidade tem seu rei, cujo posto e hereditário. O Rei da Grande Wa vive no país de Yamadai. 
Comparando as descrições dos Wa no Wei Zhi e no Hou Han Shu demonstra que as do último derivaram do primeiro. Seus registros respectivos dos povos anões, nus e de dentes pretos provêm mais um exemplo de cópia.
Saindo da terra da rainha e cruzando o mar ao leste, após uma viagem de mil li, o país de Kunu [狗奴國] é encontrado, cujo povo é da mesma raça dos Wa. Porém, eles não são súditos da rainha. Quatro mil li ao sul da terra da rainha, o país dos anões [侏儒國] é alcançado; seus habitantes têm de três a quatro pés [0,91m a 1,21m] de altura. Após uma viagem de um ano de navio a sudeste do país dos anões, chega-se à terra dos homens nus e também ao país do povo dos dentes pretos; aqui nosso serviço de comunicação acaba.
O registro do Hou Han Shu contém alguns detalhes históricos não presentes no Wei Zhi.
Em ... [57 d.C.], o país Nu de Wa [倭奴國] enviou um emissário com tributo que se chamava de ta-fu [大夫]. Esse país está localizado na extremidade sul do país de Wa. Kuang-wu o concedeu um selo. Em ... [107 d.C.], durante o reinado de An-ti (107-125), o Rei de Wa enviou um presente de cento e sessenta escravos, fazendo ao mesmo tempo um pedido por uma audiência imperial.
As notas de Tsunoda apoiam a teoria de que o país de Nu/Na se localizava na atual baía de Hakata por conta da descoberta de um selo de ouro com a inscrição 漢委奴國王 em 1784, normalmente traduzida como "Vassalo [de Han] Rei do País de Wa, Nu".

### Song Shu
O Song Shu 宋書 "Livro de Song" de 488 cobre a curta história da dinastia Liu Song (420-479). Na seção dos "Bárbaros Orientais e Meridionais", o Japão é chamado de Wōguó 倭國 (Wakoku em japonês) e localiza-se fora de Goguryeo. Diferente das outras histórias que descrevem os Wa como "povo" 人, esta os descreve como um "país" 國.
O país de Wa está no meio do grande oceano a sudeste de Koguryo. De geração em geração, [o povo de Wa] continuam seu dever de trazer tributo. Em ... [421], o primeiro Imperador disse num escrito: "Ts'an, o imperador Nintoku (r. 313-319) de Wa envia tributo de uma distância de dezenas de milhares de li. O fato de que ele é leal, apesar de estar tão distante, merece apreciação. Que ele, então, seja concedido classe e título." ... Quando Ts'an morreu e seu irmão, Chen [Imperador Hanzei] subiu ao trono, o último enviou um emissário à corte com tributo. Autointitulando-se Rei de Wa e "General que Mantém a Paz no Leste" [安東大將軍倭王] "Comandando com o Machado de Guerra Todos os Assuntos Militares nos Seis Países de Wa, Paekche, Silla, Imna, Chin-han e Mok-han", ele apresentou um memorial pedindo que seus títulos fossem oficialmente confirmados. Um edito imperial confirmou seu título de "Rei de Wa que Mantém a Paz no Leste". ... No vigésimo ano [443], Sai [Imperador Ingyō], Rei de Wa, enviou um emissário com tributo e foi novamente confirmado como "Rei de Wa e General que Mantém a Paz". O vigésimo oitavo ano [451], o título de "General que Mantém a Paz no Leste, Comandando com o Machado de Guerra Todos os Assuntos Militares nos Seis Países de Wa, Paekche, Silla, Imna, Chin-han e Mok-han" foi concedido. (99, tr. Tsunoda 1951:22-23)
O Song Shu possui registros detalhados das relações com o Japão, indicando que os reis de Wa valorizavam sua legitimação política dos imperadores chineses.

### Liang Shu
O Liang Shu 梁書 "Livro de Liang", de 635, que cobre a história da dinastia Liang (502-557), registra a viagem do monge budista Hui Shen a Wa e à lendária Fusang. O Japão é referido como Wō 倭, sem os sufixos de "país" ou de "povo", sob a seção dos Dongyi "Bárbaros Orientais", e se inicia com a lenda de Taibo.
Os Wa dizem ser a posteridade de Tàibó. De acordo com seus costumes, todo o povo é tatuado. Seu território está a doze mil li de Daifang. É localizado aproximadamente ao leste de Kuaiji [na Baía de Hangzhou], numa distância extremamente grande.
Textos posteriores repetem este mito japonês sobre a descendência de Taibo. A história universal chinesa de 1084, Zizhi Tongjian 資治通鑑 especula: "O atual Japão também é considerado posteridade de Tàibó de Wu; talvez quando Wu foi destruído, [um membro de] um ramo colateral da família real desapareceu no mar e tornou-se Wo."

### Sui Shu
O Sui Shu (隋書 "Livro de Sui") de 636 registra a história da dinastia Sui (581-618) quando a China foi reunificada. Wōguó/Wakoku está sob a seção dos "Bárbaros Orientais", localizada nas proximidades dos reinos coreanos de Baekje e de Silla.
Wa-kuo está localizado no meio do grande oceano a sudeste de Paekche e de Silla, três mil li de distância por água e por terra. O povo habita ilhas montanhosas. Durante a Dinastia Wei, mais de trinta países [de Wa-kuo], cada um com seu próprio rei, manteve contato com a China. Esses bárbaros não sabem como medir a distância em li e a estimam em dias. Seu domínio é uma jornada de cinco meses de leste a oeste, e três meses de norte a sul; e há mar em todos os lados. A terra é alta no leste e baixa no oeste. 
Em 607, o Sui Shu registra que o "Rei Tarishihoko" (uma corruptela do nome da imperatriz Suiko) enviou um emissário, monges budistas e tributo ao Imperador Yang. Sua mensagem oficial é citada usando a palavra Tiānzǐ 天子 "Filho do Céu; Imperador da China".
"O Filho do Céu na terra em que o sol nasce se dirige ao Filho do Céu na terra em que o sol se põe. Nós esperamos que esteja bem de saúde. Quando o Imperador viu esta carta, ele se incomodou e disse ao chefe oficial de assuntos exteriores que a carta dos bárbaros era rude e que tal tipo de carta não deveria ser novamente trazida à sua atenção.
Em 608, o Imperador enviou Pei Ching como emissário para Wa, e ele retornou com uma delegação japonesa.
O Nihongi também registra esses emissários imperiais de 607 e 608, mas com uma perspectiva histórica sino-japonesa diferente. Mais detalhes foram registrados, como o nome do emissário Imoko Wono no Omi e o tradutor Kuratsukuri no Fukuri, mas não a tradução chinesa ofensiva. De acordo com o Nihongi, quando Imoko voltou da China, ele pediu perdão a Suiko por perder a carta de Yang, pois homens coreanos "me revistaram e a tomaram de mim." Quando a Imperatriz recebeu Pei, ele apresentou uma proclamação contrastando Huángdì 皇帝 "Imperador" com Wōwáng 倭王 "Rei de Wa", "O Imperador [皇帝] cumprimenta o Soberano de Wa [倭王]." De acordo com o Nihongi, Suiko deu uma versão diferente da carta a Pei, contrastando Tennō 天皇 "Imperador Japonês" e Kōtei 皇帝 "Imperador" (Tiānhuáng e huángdì em chinês) em vez de usar "Filho do Céu".
O Imperador [天皇] do Oriente respeitosamente se dirige ao Imperador [皇帝] do Ocidente. Seu emissário, P'ei Shih-ch'ing, "Animador Oficial do Departamento de recepções estrangeiras", e sua comitiva, tendo aqui chegado, meus cuidados há tanto guardados foram dissolvidos. Este último mês de outono está sendo um tanto quanto frio. Como está Sua Majestade? Nós esperamos que esteja bem. Estamos em nossa saúde habitual.
Aston cita a história do Shoku Nihongi que a missão japonesa à China de 607 foi a primeira a contestar a escrita de Wa com o caractere 倭.
"Wono no Imoko, o Emissário que visitou a China, (propôs a) alteração deste termo para Nippon, mas o Imperador Sui ignorou seus argumentos e não o permitiu. O termo Nippon foi usado pela primeira vez no período ... 618-626." Outra autoridade chinesa indica 670 como a data em que a Nippon começou a ser oficialmente usada na China. (1972 2:137-8)

### Tang Shu
O costume de escrever "Japão" como Wa 倭 teve fim durante a dinastia Tang (618-907). Escribas japoneses inventaram o nome Nihon ou Nippon 日本 por volta de 608-645 e substituíram Wa 倭 por Wa 和 "harmonia; paz" por volta de 756-757. (Carr 1992:6-7). A mudança linguística é registrada em duas histórias oficiais da Dinastia Tang.
O Tang Shu (唐書 "Livro de Tang") de 945 tem a referência chinesa mais antiga a Rìběn 日本. A seção dos "Bárbaros Orientais" lista tanto Wakoku 倭国 quanto Nipponkoku 日本国, dando três explicações: ou Nippon é um nome alternativo para Wa, ou os japoneses não gostavam de Wakoku por ser "deselegante" 不雅, ou Nippon foi parte de Wakoku.
O Xin Tang Shu (新唐書 "Novo Livro de Tang"), que tem uma entrada Riben 日本 para o Japão sob os "Bárbaros Orientais", fornece mais detalhes:
O Japão em tempos antigos era chamado de Wa-nu. Está a 14000 li de distância de nossa capital, situado a sudeste de Silla, no meio do oceano. É necessária uma jornada de cinco meses para cruzar o Japão de leste a oeste, e uma de três meses para cruzá-lo de norte a sul. 
Sobre as mudanças nos autônimos, o Xin Tang Shu diz:
Em ... 670, uma embaixada veio à Corte [vinda do Japão] para nos parabenizar pela conquista de Koguryŏ. Por volta dessa época, os japoneses que tinham estudado chinês passaram a não gostar do nome Wa e o mudaram para Nippon. De acordo com as palavras do próprio emissário [japonês], o nome foi escolhido porque o país é próximo de onde o sol nasce. Alguns dizem, (por outro lado) que o Japão foi um pequeno país subjugado pelos Wa, e eles tomaram seu nome. Como esse emissário não era verdadeiro, a dúvida ainda permanece. [O emissário] era, além disso, orgulhoso, e disse que os domínios de seu país tinham muitos milhares de li quadrados e se estendiam até o oceano no sul e no oeste. No nordeste, ele disse, o país fazia fronteira com cadeias montanhosas além das quais estava a terra dos homens peludos. 
Histórias chinesas subsequentes se referem ao Japão como Rìběn 日本 e apenas mencionam Wō 倭 como um nome antigo.

### Estela de Guangaeto
A referência coreana mais antiga aos Wa (Wae em coreano) vem da Estela de Guangaeto, de 414, que foi erguida em honra ao rei Guangaeto, o Grande de Goguryeo (r. 391-413 CE). Essa estela memorial, que tem o uso mais antigo de Wakō (倭寇, "piratas japoneses", Waegu em coreano), registra os Wa como um aliado militar de Baekje em suas batalhas contra Goguryeo e Silla. Alguns estudiosos interpretam tais referências como não se referindo apenas a "Japoneses", mas também ao "povo de Gaya", do sul da península coreana. Lee sugere:
Se Kokuryo não conseguia destruir Paekche por si mesmo, desejava que alguém o fizesse em seu lugar. Então, em outro sentido, a inscrição pode ter sido um desejo. De qualquer maneira, Wae denotava os coreanos do sul e o povo que vivia nas ilhas japonesas do sudeste, o mesmo povo de Kaya que tinha regido ambas as regiões em tempos antigos. Wae não denotava somente o Japão, como foi o caso posteriormente. (1997:34)
Geralmente pensa-se que os Wae eram do arquipélago, mas sem evidências conclusivas sobre suas origens, de acordo com Lewis e Sesay (2002:104).